# Jaroslav Falta
Jaroslav Falta (22. března 1951 Rumburk – 27. března 2022) byl český motokrosový závodník, patřící v 70. letech 20. století mezi světovou špičku v kubatuře do 250 cm³.

## Život

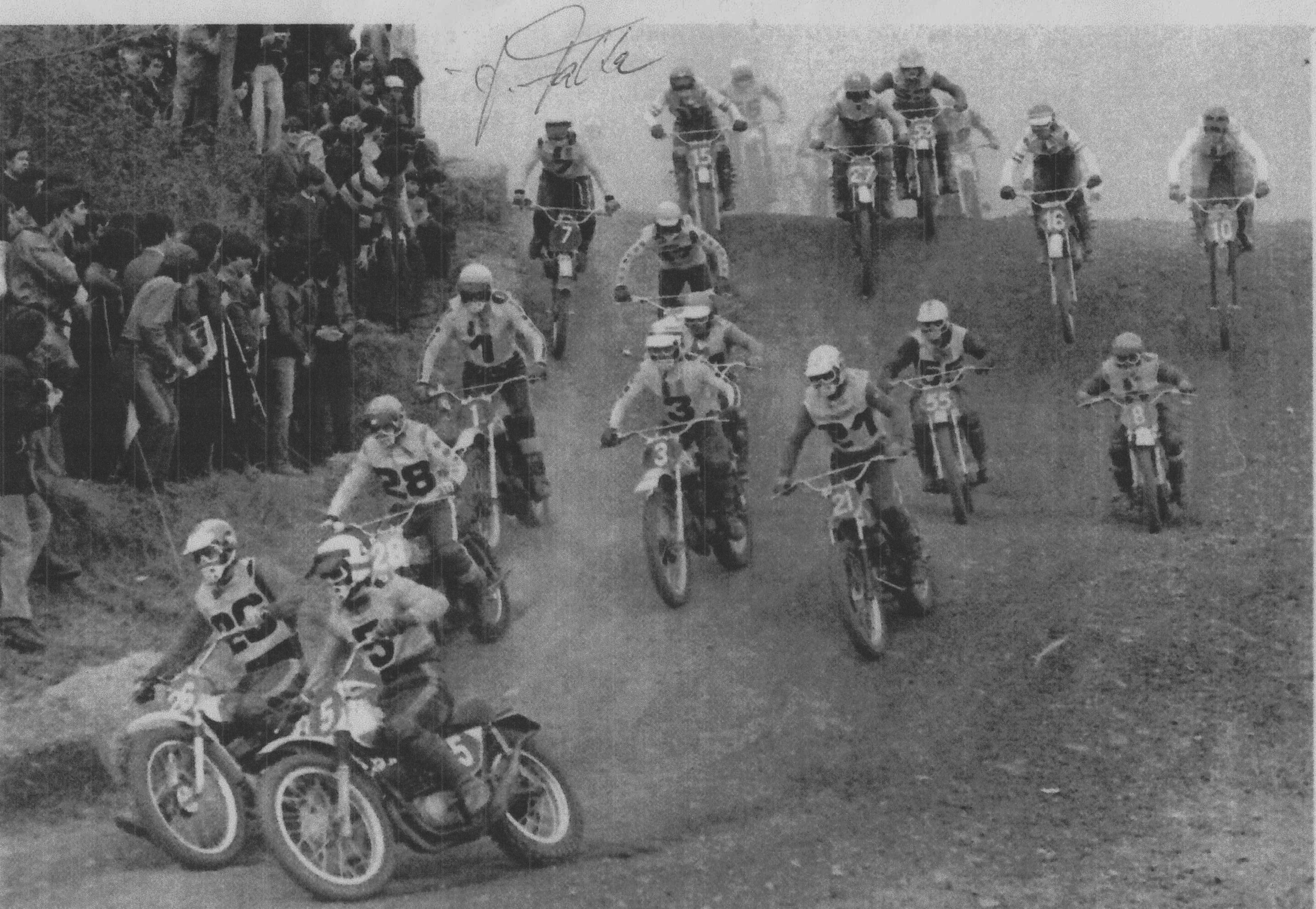

Narodil se v Rumburku 22. března 1951 a vyrůstal v nedalekém Jiříkově. Po vzoru strýce Jaroslava Čermáka i staršího bratra Jiřího Falty se začal věnovat motokrosu, zprvu v jiříkovském Svazarmu, později působil v Dukle Praha. Na mezinárodní motokrosové scéně debutoval v 17 letech.
Postupně se vypracoval na vrchol českého motokrosu a v 70. letech se po deset sezón účastnil seriálu mistrovství světa. V nich se celkem 8krát umístil v první desítce nejlepších závodníků, nejlépe v roce 1974 na druhém místě, kdy jej o mistrovský titul připravil sovětský protest kvůli předčasnému startu. Jako jedinému z českých/československých závodníků se také podařilo třikrát dostat na první příčku v průběžném hodnocení mistrovství světa jednotlivců (1974, 1975, 1980). V celkem 16 jednotlivých závodech mistrovství světa zvítězil. V mistrovství světa družstev získal bronzovou a stříbrnou (1973) medaili. V letech 1970, 1977, 1978, 1979 a 1980 byl v kategorii do 250 cm³ mistrem republiky.
Závodil až do roku 1982. Po skončení závodní kariéry se věnoval renovaci starých motocyklů. Zemřel 27. března 2022 ve večerních hodinách na srdeční selhání.
Motokrosu se začal věnovat také syn Jaroslav Falta mladší.

## Ocenění
V anketě o nejlepšího českého motocyklového závodníka 20. století skončil roku 2000 druhý za Františkem Šťastným. V roce 2001 byl vyhlášen českým motokrosařem století. U příležitosti státního svátku 28. října 2020 mu prezident Miloš Zeman udělil medaili Za zásluhy I. stupně.